# Dora Baltea
Dora Baltea (fr. Doire Baltée, fr.-prow. Djouiye, piemoncki Dôri, łac. Duria Maior) – rzeka w północno-zachodnich Włoszech, lewy dopływ Padu. Źródła na południowo-wschodnich stokach masywu Mont Blanc. Płynie przez dolinę Aosty. Wykorzystywana gospodarczo do nawadniania i w licznych hydroelektrowniach.
Główne miasto: Aosta.

## Charakterystyka
Dora Baltea jest jedyną włoską rzeką o reżimie rzecznym typu śniegolodowcowego. Charakteryzuje się latem dość  mocnym  przepływem, spowodowanym topniejącymi lodowcami z Mont Blanc i położonymi na czele jej dopływów. Rzeka bardzo bogata w wodę, charakteryzuje się pewną stabilnością reżimu (średni przepływ przy ujściu to 110 m³/s), niezwykle ważna również dla Padu. Ma bardzo wysoki przepływ wody w porównaniu z innymi włoskimi rzekami, szczególnie w centralnej części jej biegu. Jedna z najzimniejszych rzek we Włoszech. Mimo stosunkowo długiego przebiegu, nie jest zbyt szeroka i jej dopływy mają  niewielkie znaczenie hydrograficzne